# Зегвелд
Зегвелд (нід. Zegveld) — село в нідерландській провінції Утрехт. Входить до муніципалітету Вурден. Його населення станом на 2010 рік складало 2348 осіб.
До 1989 року мало статус окремого муніципалітету.